# Risotto au noir
Le risotto au noir (risotto al nero en italien) est un risotto à l'encre de seiche. C'est un des plats typiques de la cuisine de Vénétie.
Comme pour toutes les recettes de plats traditionnels, il n'y a pas de vérité unique : pour certains, le parmesan dans un risotto « de mer » est une hérésie, pour d'autres il manquera le citron, etc.
On trouve, en épicerie italienne, du riz à risotto déjà teinté al nero.